# Symmerus nobilis
Symmerus nobilis is een muggensoort uit de familie van de Ditomyiidae. De wetenschappelijke naam van de soort is voor het eerst geldig gepubliceerd in 1937 door Lackschewitz.